# Einar Hjörleifsson Kvaran
Einar Hjörleifsson Kvaran (6 de dezembro de 1859 em Vallanes, Islândia como Einar Hjörleifsson – 21 de maio de 1938 em Reykjavík) foi um editor, romancista, poeta, dramaturgo e espiritualista de destaque na Islândia. 

## Vida
Einar Kvaran era o filho do Rev. Hjörleifur Einarsson e Guðlaug Eyjólfsdóttir. Seu nome era originalmente Einar Hjorleifsson, mas ele adotou o sobrenome patronímico Kvaran em 1916, junto com seus irmãos Sigurdur e Trygvi e os filhos de seu falecido irmão Joseph. (O nome é retirado da Laxdæla saga. Em 1913, o Althing aprovou uma lei, então rescindida, que permitia que os islandeses adotassem nomes de família. Einar Hjörleifsson fazia parte de um comitê que propunha permitir determinadas categorias de nomes, incluindo aqueles de origem antiga.) 
Einar se formou em 1881 no Colégio da Islândia, conhecido como Escola Latina. Como estudante de economia na Universidade de Copenhague em 1882, ele foi um dos quatro estudantes a publicar a edição única do periódico literário Verðandi, que introduziu na Islândia o Avanço Moderno exposto por Georg Brandes. Einar foi um dos pioneiros do realismo na escrita islandesa; Suas histórias e romances representam uma ruptura com a admiração passada das sagas: elas são escritas em linguagem contemporânea educada e lidam com pessoas e problemas comuns.
De 1885 a 1895, Einar emigrou para o Canadá islandês,  onde morou em Winnipeg e ajudou a fundar duas publicações semanais em língua islandesa, Heimskringla ("Globo") e Lögberg ("Tribuna"). Em seu retorno à Islândia, foi jornalista e editor em ambas Reykjavík e Akureyri; ele participou da luta pela independência e também escreveu sobre educação, temperança e teatro. Foi co-editor do Ísafold, então principal jornal da Islândia, e editor do Fjallkonan. Editou Skírnir, o jornal da Sociedade Literária da Islândia, de 1892 a 1895 e de 1908 a 1909. 
Einar escreveu inúmeras histórias curtas, romances, peças de teatro e um volume de poemas antigos. Seu trabalho inovador foi a história "Vonir" ("Esperanças"), que ele escreveu em 1890 enquanto estava no Canadá e que lida com a experiência do emigrante. Em 1906, o governo da Islândia concedeu-lhe um estipêndio para que ele se dedicasse inteiramente à escrita.
Einar também foi um espiritualista proeminente, autor da primeira avaliação positiva do espiritualismo em islandês e co-fundador e presidente da Sociedade Experimental que deu origem à Sociedade Islandesa de Pesquisa Psíquica (Sálarrannsóknarfélag Íslands), da qual ele foi o primeiro presidente. Ele desempenhou um papel importante na investigação e divulgação de muitos médiuns islandeses, notadamente Indriði Indriðason e Hafstein Björnsson. Seus escritos posteriores foram dominados pelo espiritualismo, particularmente o romance Sögur Rannveigar ("Contos de Rannveig", partes I e II de 1919 e 1922), mas também pelo humanismo cristão. Ele influenciou os islandeses a serem menos rigidamente ortodoxos e a serem menos severos na criação de seus filhos.
Na década de 1920, havia um boato de que Kvaran era considerado para o Prêmio Nobel de Literatura, mas em resposta, Sigurður Nordal menosprezou-o por se concentrar demais no perdão e, portanto, ser tolerante com  coisas as quais deveriam ser opostas; no espírito do nacionalismo islandês e das interpretações contemporâneas de Nietzsche, Nordal considerava a contenda de sangue um melhor modelo ético. Na década de 1930, Halldór Laxness o criticou mais ainda por seu espiritualismo.

## Vida pessoal
Einar foi casado duas vezes. Sua primeira esposa, Mathilde Petersen, era dinamarquesa; ela morreu no Canadá e os dois filhos morreram na infância. Em 1888, ele se casou com Gíslína Gísladóttir. Eles tiveram cinco filhos; o mais velho, Sigurður, morreu de tuberculose quando tinha 15 anos.